# Йосемитская долина

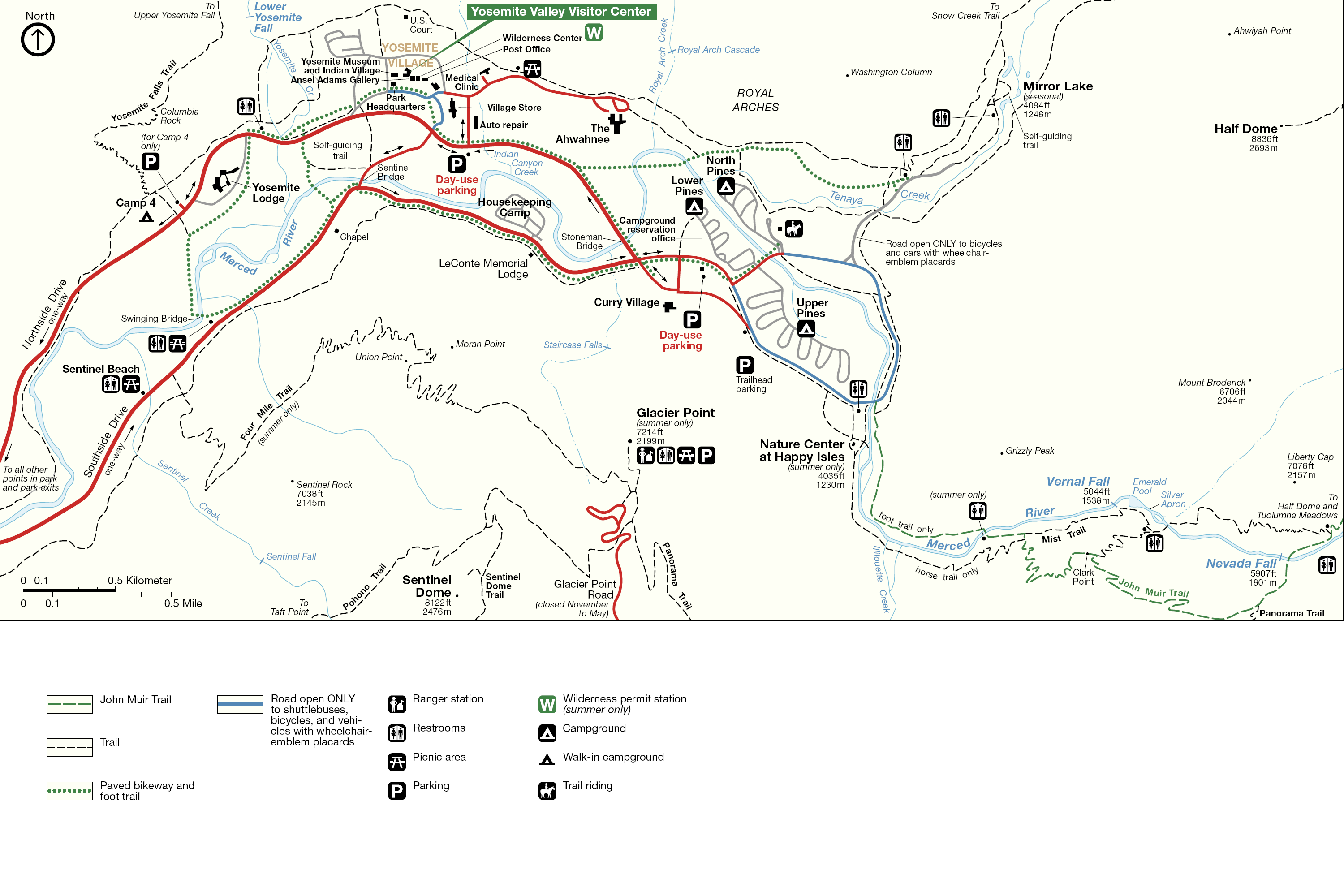
Карта Йосемитской долины

Йосе́митская доли́на (англ. Yosemite Valley) — всемирно известная живописная долина ледникового происхождения в горах Сьерра-Невада (Калифорния, США). Центральное место Йосемитского национального парка, привлекающее туристов со всего мира. По долине протекает река Мерсед.
Для большинства туристов долина является отправной точкой для осмотра парка и центром активности в туристический сезон. Основные туристические сервисы расположены в её центральной части. В долине есть множество туристических маршрутов.